# Paços do Concelho de Sines
Os Paços do Concelho de Sines, ou Câmara Municipal de Sines, é um imóvel histórico onde atualmente desenvolve a atividade o órgão autárquico que dirige o município e onde estão sediados outros serviços do Município de Sines, na região do Alentejo, em Portugal.

## Descrição e história
O edifício situa-se no Largo Ramos da Costa, a cerca de 150 m de distância do Castelo de Sines.
As primeiras instalações da Câmara Municipal terão sido nas imediações da Praça Tomás Ribeiro, onde também estaria o pelourinho. Sines perdeu a sua independência administrativa em 1855, passando a fazer parte do concelho de Santiago do Cacém, só a tendo retomado nos inícios do século XX. Assim, em 1914 a autarquia comprou este edifício para a sua nova sede. Em 30 de Dezembro de 1962, foi inaugurado o Museu Municipal de Sines, inicialmente ocupando três salas dos Paços do Concelho, tendo o historiador José Miguel da Costa sido responsável pela sua organização. Em 1969, o imóvel foi danificado por um sismo, levando à transferência do museu para a casa de José Miguel da Costa.
Nos anos 70 mudou de funções, passando a albergar o Gabinete da Área de Sines, tendo a Câmara Municipal sido mudada para a Rua Teófilo Braga. Durante este período, o Gabinete realizou obras de ampliação e restauro no edifício. Aquele órgão ocupou o imóvel até 1977, data em que voltou a ser a sede da autarquia de Sines. Até à década de 1980, o Arquivo Municipal de Sines estava situado num sótão dos Paços do Concelho, tendo nessa data sido transferido para um anexo especial. Em 1985 abriu ao público o Arquivo Histórico, igualmente situado nos Paços do Concelho, até que em 2006 passou para o Centro de Artes de Sines.